# Chanda Rubin
Chanda Rubin (Lafayette, 18 februari 1976) is een voormalig professioneel tennisspeelster uit de Verenigde Staten van Amerika. In haar carrière bereikte zij op 8 april 1996 haar hoogste ranking op de WTA Tour, de zesde plaats. Zij is de derde Afrikaans-Amerikaanse vrouw die de top-10 wist te bereiken, na Zina Garrison en Lori McNeil. Ook in het dubbelspel bereikte zij de top tien: de negende plek, eveneens in april 1996. Zij speelde rechtshandig en had een tweehandige backhand. Zij was actief in het proftennis van 1991 tot en met 2007.

## Loopbaan
Rubin won zeven WTA-titels in het enkelspel en tien in het dubbelspel. Zij wist in de loop van haar tennisloopbaan verscheidene topspeelsters te verslaan die ooit nummer één op de wereldranglijst waren: Arantxa Sánchez (viermaal, 1995–2002), Jennifer Capriati (vijfmaal, 1996–2003), Lindsay Davenport (driemaal, 1993–2002), Amélie Mauresmo (driemaal, 1998–2003), Venus Williams (1997 in Amelia Island), Serena Williams (2002 in Los Angeles), Martina Hingis (tweemaal, 1995 en 1999) en Justine Henin (tweemaal, 2000 en 2003).
Ook in de grandslamtoernooien was zij succesvol. Haar beste resultaat in het enkelspel behaalde zij in 1996 op het Australian Open, waar zij de halve finale bereikte. Daarin verloor zij van Monica Seles. In het dubbelspel werd zij eenmaal kampioen, eveneens op het Australian Open 1996, samen met Arantxa Sánchez.
In de periode 1995–2004 was zij vijf keer lid van het Amerikaanse Fed Cup-team. In 1995 speelden zij in Valencia de finale van Wereldgroep I, die zij nipt van de Spaanse dames verloren.
Rubin nam in 2004 deel aan de Olympische spelen in Athene. In het enkelspel bereikte zij de derde ronde, door Samantha Stosur en Cara Black te kloppen. Het dubbelspel speelde zij samen met Venus Williams – in de eerste ronde werden zij al uitgeschakeld, door degenen die later de gouden medaille zouden winnen: het Chinese koppel Li Ting en Sun Tiantian.
Na het US Open 2006 kampte Rubin met blessures. In oktober 2007 speelde zij nog één dubbelspeltoernooi, daarna kwam zij niet meer in actie.

## Posities op deWTA-ranglijst
Positie per einde seizoen:
| jaar | rang enkelspel | rang dubbelspel |
| ---- | -------------- | --------------- |
| 1990 | 521            | –               |
| 1991 | 83             | 348             |
| 1992 | 83             | 85              |
| 1993 | 69             | 48              |
| 1994 | 23             | 54              |
| 1995 | 15             | 33              |
| 1996 | 17             | 16              |
| 1997 | 30             | 27              |
| 1998 | 34             | 30              |
| 1999 | 22             | 22              |
| 2000 | 13             | 22              |
| 2001 | 54             | 71              |
| 2002 | 13             | 32              |
| 2003 | 9              | 34              |
| 2004 | 53             | –               |
| 2005 | 546            | –               |
| 2006 | 481            | –               |

## Palmares
| Legenda                |
| ---------------------- |
| Grandslamtoernooi      |
| Olympische Spelen      |
| Year-End Championships |
| Tier I                 |
| Tier II                |
| Tier III               |
| Tier IV & V            |

### Overwinningen op een regerend nummer 1
Chanda Rubin heeft tweemaal een partij tegen een op dat ogenblik heersend leider van de wereldranglijst gewonnen:
| nr. | datum      | toernooi         | ronde       | tegenstandster  | score         |         |
| --- | ---------- | ---------------- | ----------- | --------------- | ------------- | ------- |
| 1.  | 1999-03-11 | WTA Indian Wells | kwartfinale | Martina Hingis  | 6-3, 7-6      | details |
| 2.  | 2002-08-09 | WTA Los Angeles  | kwartfinale | Serena Williams | 6-2, 4-6, 7-5 | details |

### WTA-finaleplaatsen enkelspel
| nr.              | finale     | toernooi        | ondergrond    | tegenstandster        | score         |         |
| ---------------- | ---------- | --------------- | ------------- | --------------------- | ------------- | ------- |
| gewonnen finales |            |                 |               |                       |               |         |
| 1.               | 1997-02-09 | WTA Linz        | tapijt (i)    | Karina Habšudová      | 6-4, 6-2      | details |
| 2.               | 1999-01-16 | WTA Hobart      | hardcourt     | Rita Grande           | 6-2, 6-3      | details |
| 3.               | 2000-11-05 | WTA Québec      | tapijt (i)    | Jennifer Capriati     | 6-4, 6-2      | details |
| 4.               | 2002-06-22 | WTA Eastbourne  | gras          | Anastasija Myskina    | 6-1, 6-3      | details |
| 5.               | 2002-08-11 | WTA Los Angeles | hardcourt     | Lindsay Davenport     | 5-7, 7-6, 6-3 | details |
| 6.               | 2003-05-24 | WTA Madrid      | gravel        | María Sánchez Lorenzo | 6-4, 5-7, 6-4 | details |
| 7.               | 2003-06-21 | WTA Eastbourne  | gras          | Conchita Martínez     | 6-4, 3-6, 6-4 | details |
| verloren finales |            |                 |               |                       |               |         |
| 1.               | 1991-11-03 | WTA Scottsdale  | hardcourt     | Sabine Appelmans      | 5-7, 1-6      | details |
| 2.               | 1994-02-13 | WTA Chicago     | tapijt (i)    | Natallja Zverava      | 3-6, 5-7      | details |
| 3.               | 1995-06-25 | WTA Eastbourne  | gras          | Nathalie Tauziat      | 6-3, 0-6, 5-7 | details |
| 4.               | 1995-08-13 | WTA Los Angeles | hardcourt     | Conchita Martínez     | 6-4, 1-6, 3-6 | details |
| 5.               | 1996-03-30 | WTA Miami       | hardcourt     | Steffi Graf           | 1-6, 3-6      | details |
| 6.               | 1998-11-01 | WTA Québec      | tapijt (i)    | Tara Snyder           | 6-4, 4-6, 6-7 | details |
| 7.               | 1999-11-07 | WTA Québec      | tapijt (i)    | Jennifer Capriati     | 6-4, 1-6, 2-6 | details |
| 8.               | 2000-01-15 | WTA Hobart      | hardcourt     | Kim Clijsters         | 6-2, 2-6, 2-6 | details |
| 9.               | 2002-05-25 | WTA Madrid      | gravel        | Monica Seles          | 4-6, 2-6      | details |
| 10.              | 2003-09-14 | WTA Bali        | hardcourt     | Jelena Dementjeva     | 2-6, 1-6      | details |
| 11.              | 2003-09-21 | WTA Shanghai    | hardcourt     | Jelena Dementjeva     | 3-6, 6-7      | details |
| 12.              | 2003-10-26 | WTA Luxemburg   | hardcourt (i) | Kim Clijsters         | 2-6, 5-7      | details |

### WTA-finaleplaatsen dubbelspel
| nr.                                 | finale     | toernooi          | ondergrond    | partner          | tegenstandsters                      | score         |         |
| ----------------------------------- | ---------- | ----------------- | ------------- | ---------------- | ------------------------------------ | ------------- | ------- |
| gewonnen finales vrouwendubbelspel  |            |                   |               |                  |                                      |               |         |
| 1.                                  | 1993-09-26 | WTA Nichirei      | hardcourt     | Lisa Raymond     | Amanda Coetzer Linda Wild            | 6-4, 6-1      | details |
| 2.                                  | 1994-01-15 | WTA Hobart        | hardcourt     | Linda Wild       | Jenny Byrne Rachel McQuillan         | 7-5, 4-6, 7-6 | details |
| 3.                                  | 1995-05-14 | WTA Praag         | gravel        | Linda Wild       | Maria Lindström Maria Strandlund     | 6-7, 6-3, 6-2 | details |
| 4.                                  | 1996-01-28 | Australian Open   | hardcourt     | Arantxa Sánchez  | Lindsay Davenport Mary Joe Fernandez | 7-5, 2-6, 6-4 | details |
| 5.                                  | 1996-02-25 | WTA Oklahoma      | hardcourt (i) | Brenda Schultz   | Katrina Adams Debbie Graham          | 6-4, 6-3      | details |
| 6.                                  | 1996-03-16 | WTA Indian Wells  | hardcourt     | Brenda Schultz   | Julie Halard Nathalie Tauziat        | 6-1, 6-4      | details |
| 7.                                  | 1996-04-14 | WTA Amelia Island | gravel        | Arantxa Sánchez  | Meredith McGrath Larisa Neiland      | 6-1, 6-1      | details |
| 8.                                  | 1999-10-10 | WTA Filderstadt   | hardcourt (i) | Sandrine Testud  | Larisa Neiland Arantxa Sánchez       | 6-3, 6-4      | details |
| 9.                                  | 2000-07-30 | WTA Stanford      | hardcourt     | Sandrine Testud  | Cara Black Amy Frazier               | 6-4, 6-4      | details |
| 10.                                 | 2000-10-22 | WTA Linz          | tapijt (i)    | Amélie Mauresmo  | Ai Sugiyama Nathalie Tauziat         | 6-4, 6-4      | details |
| verloren finales vrouwendubbelspel  |            |                   |               |                  |                                      |               |         |
| 1.                                  | 1994-11-06 | WTA Québec        | tapijt (i)    | Linda Wild       | Elna Reinach Nathalie Tauziat        | 4-6, 3-6      | details |
| 2.                                  | 1995-10-08 | WTA Zürich        | tapijt (i)    | Caroline Vis     | Nicole Arendt Manon Bollegraf        | 4-6, 7-6, 4-6 | details |
| 3.                                  | 1997-09-21 | WTA Toyota        | hardcourt     | Julie Halard     | Monica Seles Ai Sugiyama             | 1-6, 0-6      | details |
| 4.                                  | 1998-11-01 | WTA Québec        | tapijt (i)    | Sandrine Testud  | Lori McNeil Kimberly Po              | 7-6, 5-7, 4-6 | details |
| 5.                                  | 1999-09-12 | US Open           | hardcourt     | Sandrine Testud  | Serena Williams Venus Williams       | 6-4, 1-6, 4-6 | details |
| 6.                                  | 1999-11-14 | WTA Philadelphia  | tapijt (i)    | Sandrine Testud  | Lisa Raymond Rennae Stubbs           | 1-6, 6-7      | details |
| 7.                                  | 2001-10-28 | WTA Linz          | tapijt (i)    | Els Callens      | Jelena Dokić Nadja Petrova           | 1-6, 4-6      | details |
| gewonnen finales gemengd dubbelspel |            |                   |               |                  |                                      |               |         |
| 1.                                  | 1997-01-04 | Hopman Cup        | hardcourt (i) | Justin Gimelstob | Amanda Coetzer Wayne Ferreira        | 2-1           | details |

## Resultaten grandslamtoernooien
| Legenda | Legenda                          |
| ------- | -------------------------------- |
| g.t.    | geen toernooi gehouden           |
| l.c.    | lagere categorie                 |
| –       | niet deelgenomen                 |
| G       | uitgeschakeld in de groepsfase   |
| 1R      | uitgeschakeld in de eerste ronde |
| 2R      | uitgeschakeld in de tweede ronde |
| 3R      | uitgeschakeld in de derde ronde  |
| 4R      | uitgeschakeld in de vierde ronde |
| KF      | uitgeschakeld in de kwartfinale  |
| HF      | uitgeschakeld in de halve finale |
| F       | de finale verloren               |
| W       | het toernooi gewonnen            |
| w-v     | winst/verlies-balans             |

### Enkelspel
| Toernooi        | 1990 | 1991 | 1992 | 1993 | 1994 | 1995 | 1996 | 1997 | 1998 | 1999 | 2000 | 2001 | 2002 | 2003 | 2004 |    | 2006  | w-v |
| --------------- | ---- | ---- | ---- | ---- | ---- | ---- | ---- | ---- | ---- | ---- | ---- | ---- | ---- | ---- | ---- | -- | ----- | --- |
| Australian Open | –    | –    | 1R   | 1R   | 4R   | 2R   | HF   | 4R   | 1R   | 4R   | 2R   | 1R   | –    | 4R   | 4R   | –  | 22-12 |     |
| Roland Garros   | –    | –    | 1R   | –    | 1R   | KF   | –    | 2R   | 4R   | 2R   | KF   | –    | 4R   | KF   | –    | –  | 20-9  |     |
| Wimbledon       | –    | –    | 1R   | 2R   | 1R   | 3R   | –    | 1R   | 3R   | 1R   | 1R   | 1R   | 4R   | 3R   | 1R   | –  | 10-12 |     |
| US Open         | 1R   | 2R   | 4R   | 3R   | 1R   | 4R   | –    | 1R   | 2R   | 1R   | 3R   | 3R   | 4R   | 1R   | 3R   | 1R | 19-15 |     |

### Vrouwendubbelspel
| Toernooi        | 1992 | 1993 | 1994 | 1995 | 1996 | 1997 | 1998 | 1999 | 2000 | 2001 | 2002 | 2003 | w-v   |
| --------------- | ---- | ---- | ---- | ---- | ---- | ---- | ---- | ---- | ---- | ---- | ---- | ---- | ----- |
| Australian Open | –    | 3R   | 2R   | 3R   | W    | 3R   | 1R   | 1R   | 2R   | –    | –    | 3R   | 16-8  |
| Roland Garros   | –    | –    | 1R   | 2R   | –    | 2R   | 1R   | 1R   | 3R   | –    | 1R   | HF   | 8-8   |
| Wimbledon       | –    | 2R   | KF   | 2R   | –    | 3R   | 3R   | 1R   | 3R   | –    | HF   | 2R   | 16-9  |
| US Open         | 1R   | 1R   | 1R   | KF   | –    | 1R   | 3R   | F    | KF   | KF   | 3R   | 3R   | 20-11 |